# Icener

Die Icener lebten nördlich der Trinovanten und damit der Themse-Mündung

Die Icener (Iceni) waren ein keltischer Volksstamm, der im Gebiet des heutigen Norfolk und Suffolk in Britannien lebte. Über die Glaubenswelt der Icener ist bekannt, dass sie u. a. eine Siegesgöttin namens Andraste verehrten.

## Siedlungsgebiet
Das Siedlungsgebiet der Icener grenzte im Nordwesten an den Wash, an das der Corieltavi und im Süden an das der Trinovanten. Archäologische Funde zeugen von einer ausgeprägten Kultur und hoch entwickelten sozialen Struktur dieses Volkes.

## Geschichte
Nach der römischen Invasion in Britannien im Jahre 43 n. Chr. unter Kaiser Claudius verbündeten sich die Icener zuerst mit Rom. Zu dieser Zeit war ein gewisser Antedios Herrscher der Icener, der wahrscheinlich auch den ersten Vertrag mit Rom schloss. Ein wirtschaftlicher Austausch mit den neuen Besatzern fand kaum statt, da die Icener einen Verlust ihrer Werte befürchteten. Diese Distanzierung von der römischen Kultur trug zu einer schlechten Beziehung bei.
Erste Auseinandersetzungen mit den Römern wurden durch den Statthalter Publius Ostorius Scapula im Jahr 47 ausgelöst, der beschloss, verdächtige Stämme zu entwaffnen und die militärische Kontrolle durch den Bau neuer Militärlager zu erhöhen. Die Icener gehörten trotz ihrer relativen Selbständigkeit zu den Stämmen, die nun stärkerem Druck ausgesetzt waren, und begannen einen Aufstand. Im Laufe der Schlacht (wahrscheinlich in Stonea Camp im Cambridgeshire), in der auf römischer Seite hauptsächlich verbündete britannische Stämme kämpften, wurden die icenischen Aufständischen aufgerieben.
Ein Herrscher der Icener namens Prasutagus bekam durch die Römer den Status eines Vasallenkönigs. Nach seinem Tod um das Jahr 60 wurden der Stamm und weitere Verbündete von Prasutagus’ Frau, der icenischen Königin Boudicca, in einen letztlich erfolglosen Aufstand geführt, dem vor allem die römischen Städte Camulodunum (Colchester), Londinium (London) und Verulamium (St Albans) zum Opfer fielen. Nach der vernichtenden Niederlage an der Watling Street im Jahr 61 jedoch, in der über 150.000 Britannier (dazu gehören auch die Familienangehörigen, die die Aufständischen begleiteten) getötet worden sein sollen, wurde das Land der Icener wieder unter militärische Besetzung gestellt.
Da die Aufständischen sich nach römischen Angaben nicht um die Aussaat gekümmert haben sollen, soll es im Anschluss zu einer Hungersnot gekommen sein, die weitere Todesopfer forderte. Unter der römischen Herrschaft von Agricola in den Jahren 77 bis 83/84 half dessen Experte für Rechts- und Verfassungsangelegenheiten C. Salvius Liberalis den Icenern beim Übergang von einer militärischen Regierung durch die Römer zu einer erneuten zivilen und autonomen Administration. Gleichzeitig wurden auch die letzten römischen Soldaten aus der Region abgezogen.
Ende des 1. Jahrhunderts hatten die Icener eine eigene Hauptstadt namens Venta Icenorum im heutigen Caistor St. Edmund gebildet.